# Sociedade Filarmónica Amizade Visconde de Alcácer
A Sociedade Filarmónica Amizade Visconde de Alcácer, conhecida por Calceteira, é uma sociedade recreativa de Alcácer do Sal fundada em 11 de Julho de 1830.
"Em 1830 existia na Vila de Alcácer do Sal uma charanga denominada “SETE ESTRELAS” que se dedicava à exploração de festas e outros divertimentos. Nesta época a música tornou-se indispensável para o brilhantismo e entusiasmo de todos os actos da vida pública do Povo, originando o início da popularidade das filarmónicas. O Visconde de Alcácer, grande político e chefe do Partido Regenerador, impelido pela acção política e pelo ambiente da música popular, chama a si o velho grupo musical “SETE ESTRELAS” e em 11 de Julho de 1830 funda a sua Sociedade Filarmónica, comprando instrumental e abrindo aulas de música. Ao fim de pouco tempo pode apresentar uma Banda de Música que passou a ser considerada das melhores da região e grande orgulho da população Alcacerense.  Em 15 de Março de 1842, dado o grande desenvolvimento das Sociedades Filarmónicas, o Visconde de Alcácer, resolve dotar a sua Filarmónica com os primeiros Estatutos, onde ficou consignado que a Sociedade de destinava à Cultura e Recreio Popular, abrindo assim a toda a população a sua Sociedade, dando-lhe meios para se tornar o centro de reunião dos Alcacerenses. Mais tarde, em data que se desconhece, mas que se calcula ter sido por volta do ano de 1860, a Sociedade passou a denominar-se SOCIEDADE FILARMÓNICA AMIZADE, em virtude da reconciliação havida entre facções divergentes dentro da colectividade e que sob o signo da “Amizade” resolveram todos os seus diferendos para bem da Sociedade. 
Em 1880, um incêndio destruiu a sede da Sociedade, na emergência, o Visconde de Alcácer, mais uma vez, salvou a sua querida Banda de Música, dando-lhe alojamento no seu “Clube Pedro Nunes”, onde foram instaladas todas as actividades da “Sociedade Filarmónica Amizade”, sede onde se encontra actualmente como proprietária do edifício. 
Nas festas de 11 de Julho de 1880, foi deliberado, por aclamação, como preito de homenagem e gratidão ao seu fundador e grande benemérito que bastantes serviços prestou à Arte e Humanidade, que a Sociedade de passasse a denominar “SOCIEDADE FILARMÓNICA AMIZADE VISCONDE DE ALCÁCER”, designação que mantém. 
Esta colectividade é vulgarmente conhecida por “CALCETEIRA”. 
Qual a origem deste nome? Consta que em tempos de antanho, eram grandes as disputas entre as sociedades locais. A Sociedade de Visconde tinha uma aguerrida defensora, qual padeira de Aljubarrota, discutia, praguejava, agitava a bandeira da sua querida banda de música, que por isso passou a ser conhecida como a Sociedade da Calceteira.
Actualmente a banda é composta por 40 elementos e é dirigida pelo maestro Nelson Caetano desde 1 de Abril de 2015".